# Liste der Monuments historiques in Sainte-Marie-aux-Mines
Die Liste der Monuments historiques in Sainte-Marie-aux-Mines führt die Monuments historiques in der französischen Gemeinde Sainte-Marie-aux-Mines auf.

## Liste der Bauwerke
| Bezeichnung                        | Beschreibung | Standort                                                      | Kennzeichnung | Schutzstatus   | Datum     | Bild           |
| ---------------------------------- | --- | ------------------------------------------------------------- | ------------- | -------------- | --------- | -------------- |
| Zwei Türen                         | zwei Renaissancetürgewände mit Stabwerk, eines bezeichnet 1616; von der von Christoph Wamser entworfenen Kirche in Obernai | 3 rue des Jardins, 1 rue Jean-Paul-Kuhn (Lage)                | PA00085666    | Inscrit        | 1934      |                |
| Silberminen am Neuenbergmassiv     | ungefähr 240 Stollen und Schächte des 16. Jahrhunderts sowie die oberirdischen Halden                                      | südwestlich der Stadt auf beiden Seiten des Rauenthals (Lage) | PA00085669    | Inscrit        | 1994      |                |
| Städtisches Theater                | zwischen 1906 und 1908 erbaut, Architekt Gustav Oberthür                                                                   | 2 rue Osmont (Lage)                                           | PA00085671    | Inscrit        | 1987      | weitere Bilder |
| Reformierte Kirche                 | Kirchenschiff von 1634, Glockenturm von 1807                                                                               | 23 rue du Temple (Lage)                                       | PA00085670    | Classé         | 1994      | weitere Bilder |
| Schweizerhaus an der Côte d’Echery | 1914 erbaut, im Ersten Weltkrieg als Lazarett und Genesungsheim genutzt                                                    | 5A La Côte d’Echery (Lage)                                    | PA68000058    | Inscrit        | 2010      |                |
| Château Lacour                     | Villa des Industriellen Jules Lacour, vermutlich 1903 erbaut                                                               | 237 rue Clemenceau (Lage)                                     | PA68000026    | Inscrit        | 1999      |                |
| Kapelle Ste-Madeleine              | mit Wandgemälden des 15. oder 16. Jahrhunderts                                                                             | Rue du Docteur Muhlenbeck (Lage)                              | PA00085663    | Classé Inscrit | 1898 1934 | weitere Bilder |
| Wohn- und Geschäftshaus            | Massivbau, bezeichnet 1596                                                                                                 | 8 rue du Docteur Weissgerber (Lage)                           | PA00085668    | Inscrit        | 1934      | weitere Bilder |
| Kirche St-Pierre-sur-l’Hâte        | Simultankirche, Anfang des 16. Jahrhunderts                                                                                | Chemin de Saint-Pierre-sur-l’Hâte (Lage)                      | PA00085664    | Inscrit        | 1932      | weitere Bilder |
| Maison Blech                       | Massivbau, um 1789; ursprünglich Tuchmanufaktur, später Wohngebäude                                                        | 29 rue Réber (Lage)                                           | PA00085667    | Inscrit        | 1988      | weitere Bilder |
| Tour des Mineurs                   | Massivbau, vor 1585; ehemaliger Sitz des Gerichts für die Minenarbeiter und Gefängnis                                      | 43 Echery (Lage)                                              | PA00125236    | Inscrit Classé | 1993 1998 | weitere Bilder |

## Liste der Objekte
| Bezeichnung                                                                 | Beschreibung                                                    | Standort                             | Kennzeichnung | Schutzstatus   | Datum     | Bild |
| --------------------------------------------------------------------------- | --------------------------------------------------------------- | ------------------------------------ | ------------- | -------------- | --------- | ---- |
| Glocke                                                                      | Bronze, 1810 gegossen                                           | in der lutherischen Kirche (Lage)    | PM68001162    | Inscrit        | 1988      |      |
| Orgel                                                                       | Ensemble aus PM68000941 und PM68000344                          | in der reformierten Kirche (Lage)    | PM68000938    | Inscrit Classé | 1985 1987 |      |
| Orgelprospekt                                                               | 1847 von Joseph Callinet gebaut                                 | in der reformierten Kirche (Lage)    | PM68000941    | Inscrit        | 1985      |      |
| Instrumentalteil der Orgel                                                  | 1847 von Joseph Callinet gebaut                                 | in der reformierten Kirche (Lage)    | PM68000344    | Classé         | 1987      |      |
| Gedenktafel für Michel Paira                                                | Holz, farbig gefasst und vergoldet, Anfang des 19. Jahrhunderts | in der reformierten Kirche (Lage)    | PM68000755    | Classé         | 1999      |      |
| Gemälde Heilige Maria Magdalena                                             | am rechten Seitenaltar; Ölfarbe auf Leinwand, 18. Jahrhundert   | in der Kirche Ste-Madeleine (Lage)   | PM68000553    | Classé         | 1991      |      |
| Kanzel                                                                      | Holz, 17. Jahrhundert                                           | in der reformierten Kirche (Lage)    | PM68000561    | Classé         | 1984      |      |
| Wandgemälde                                                                 | aus dem 15. oder 16. Jahrhundert, entstellend restauriert       | in der Kapelle Ste-Madeleine (Lage)  | PM68000343    | Classé         | 1898      |      |
| Gemälde Beweinung Christi                                                   | Ölfarbe auf Leinwand, 1844 von Joseph-Frédéric Flaxland         | in der lutherischen Kirche (Lage)    | PM68001163    | Inscrit        | 1988      |      |
| Gemälde Der heilige Simon Stock empfängt das Skapulier von der Gottesmutter | Ölfarbe auf Leinwand, 17. Jahrhundert                           | in der Kirche Ste-Madeleine (Lage)   | PM68000557    | Classé         | 1991      |      |
| Skulptur Heiliger Rochus                                                    | Holz, farbig gefasst und vergoldet, 18. Jahrhundert             | in der Kirche Ste-Madeleine (Lage)   | PM68000559    | Classé         | 1991      |      |
| Altar                                                                       | Holz, 17. Jahrhundert                                           | in der reformierten Kirche (Lage)    | PM68000560    | Classé         | 1984      |      |
| Taufkanne und -schale                                                       | Kupfer, versilbert, 1825                                        | in der lutherischen Kirche (Lage)    | PM68001579    | Inscrit        | 1995      |      |
| Gedenktafel für Pfarrer Christoph Merian                                    | Holz, farbig gefasst und vergoldet, um 1743                     | in der reformierten Kirche (Lage)    | PM68000754    | Classé         | 1999      |      |
| Schrank der Minenarbeiter                                                   | Tannenholz, bemalt, 1737                                        | im Musée du Patrimoine Minier (Lage) | PM68000776    | Classé         | 2000      |      |
| Skulptur Heiliger Sebastian                                                 | Holz, farbig gefasst und vergoldet, 18. Jahrhundert             | in der Kirche Ste-Madeleine (Lage)   | PM68000558    | Classé         | 1991      |      |
| Zwei Taufkannen und -schale                                                 | Zinn, 19. Jahrhundert                                           | in der lutherischen Kirche (Lage)    | PM68001578    | Inscrit        | 1995      |      |